# كلستو خانم
كلستو خانم (بالتركية العثمانية: گلستو خانم، وبالتركية الحديثة: Gülüstü Hanım) أو فاطمة كلستو هانم أو كلستان منيرة أفندي (نحو 1831 ـ نحو 1861) هي زوجة السلطان العثماني عبد المجيد الأول، ووالدة السلطان محمد السادس، آخر سلاطين الدولة العثمانية.

## زواجها من السلطان عبد المجيد
تزوجت كلستو من عبد المجيد سنة 1855، وكانت في الرابعة والعشرين من عمرها، وجرت مراسم الزواج في قصر طوب قابي. وكانت تُعرف بولعها بالمجوهرات والملابس، كما اشتهرت بعنايتها بترميم المساجد والمدارس.

## وفاتها
توفيت كلستو خانم بعد ثلاثة أشهر فحسب من ولادة ابنها محمد، الذي صار السلطان السادس والثلاثين والأخير للدولة العثمانية بعد عقود طويلة من وفاتها (1918 ـ 1922)، ولذا لم تنل لقب السلطانة الأم.
دُفنت كلستو خانم في تربة كلستو منيرة سلطان، أمام محراب جامع الفاتح في بلدية الفاتح بمدينة إسطنبول.